# SN 2010hv
SN 2010hv – supernowa typu II-P odkryta 28 sierpnia 2010 roku w galaktyce A232425-1902. W momencie odkrycia miała maksymalną jasność 15,60m.